# Loi de l'ébulliométrie

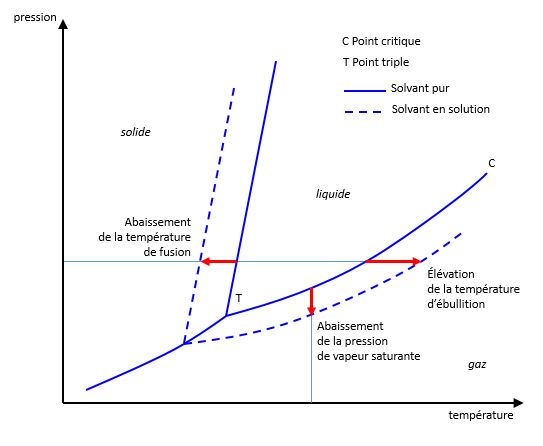
Diagramme de phases d'un solvant pur (courbes pleines) et du même solvant en présence d'un soluté (pointillés). Les propriétés colligatives se traduisent par un déplacement des courbes d'équilibre solide-liquide et gaz-liquide.

En chimie physique, la loi de l'ébulliométrie permet de quantifier l'élévation de la température d'ébullition d'un solvant en fonction de la quantité de soluté ajouté.
Elle est, avec la loi de la cryométrie et la loi de la tonométrie, l'une des trois lois énoncées à partir de 1878 par François-Marie Raoult concernant les propriétés colligatives d'une solution chimique liquide. Avec la loi de l'osmométrie, énoncée par Jacobus Henricus van 't Hoff en 1896 et concernant le phénomène de l'osmose, ces lois ont notamment permis d'établir des méthodes de détermination expérimentale de la masse molaire des espèces chimiques.
Remarque
Lorsque l'on parle des lois de Raoult (au pluriel), on fait généralement allusion aux trois lois évoquées ci-dessus qu'il ne faut pas confondre avec la loi de Raoult (au singulier) concernant les équilibres liquide-vapeur idéaux.

## Énoncé de la loi

### Cas général
Lorsque l'on considère un solvant {\displaystyle s} contenant un soluté {\displaystyle \sigma }, la température d'ébullition du solvant avec le soluté est plus haute que la température d'ébullition du solvant seul. La loi de l'ébulliométrie s'énonce ainsi :
« L'élévation de la température d'ébullition est proportionnelle à la fraction molaire du soluté. »
Soit (en remarquant que pour un corps pur la température d'ébullition est égale à la température de vaporisation) :
| Loi de l'ébulliométrie : {\displaystyle \Delta T_{\text{vap}}=K_{\text{éb}}\cdot x_{\sigma }} |

avec :
- {\displaystyle \Delta T_{\text{vap}}} l'élévation de la température d'ébullition du solvant (en K) ;
- {\displaystyle K_{\text{éb}}} la constante ébullioscopique du solvant (en K) ;
- {\displaystyle x_{\sigma }} la fraction molaire du soluté (en mol/mol).

La constante ébullioscopique ne dépend que des propriétés du solvant :
avec :
- {\displaystyle R} la constante universelle des gaz parfaits (en J/(K·mol)) ;
- {\displaystyle T_{\text{vap}}} la température d'ébullition du solvant pur (en K) ;
- {\displaystyle \Delta _{\text{vap}}H} l'enthalpie de vaporisation du solvant pur à {\displaystyle T_{\text{vap}}} (en J/mol).

Sous cette forme, la constante ébullioscopique a la dimension d'une température, elle s'exprime en kelvins (K).
Autrement dit, à pression constante, la température d'ébullition {\displaystyle T_{\text{vap}}} du solvant pur passe à {\displaystyle T=T_{\text{vap}}+\Delta T_{\text{vap}}} en présence d'un soluté. L'enthalpie de vaporisation étant une grandeur positive, la constante ébullioscopique est positive. Ainsi l'ajout d'un soluté fait-il augmenter la température d'ébullition du solvant à pression constante ({\displaystyle \Delta T_{\text{vap}}>0}, soit {\displaystyle T>T_{\text{vap}}}).
La loi de l'ébulliométrie a été établie expérimentalement, mais elle peut se démontrer théoriquement. Cette loi n'est valable que sous les hypothèses suivantes :
- la quantité de soluté est négligeable devant celle du solvant dans la solution liquide ;
- la solution liquide se comporte comme une solution idéale ;
- la phase gaz peut être considérée comme constituée de solvant pur, le soluté étant très peu volatil.

### En fonction de la molalité
La loi de l'ébulliométrie est souvent exprimée en fonction de la molalité {\displaystyle b_{\sigma }} du soluté, qui représente la quantité de soluté pour 1 kg de solvant (en mol/kg) :
La constante ébullioscopique vaut alors :
avec {\displaystyle M_{s}} la masse molaire du solvant (en g/mol). Sous cette forme, la constante ébullioscopique s'exprime en K·kg/mol, elle ne dépend toujours que des propriétés du solvant pur.

### Pour un soluté dissociatif
Si le soluté se dissocie dans la solution liquide, comme par exemple un sel se dissociant en ions, l'expression de la loi est modifiée par le facteur de van 't Hoff {\displaystyle i} :
La constante {\displaystyle K_{\text{eb}}^{\prime }}, elle, n'est pas modifiée.

## Démonstration

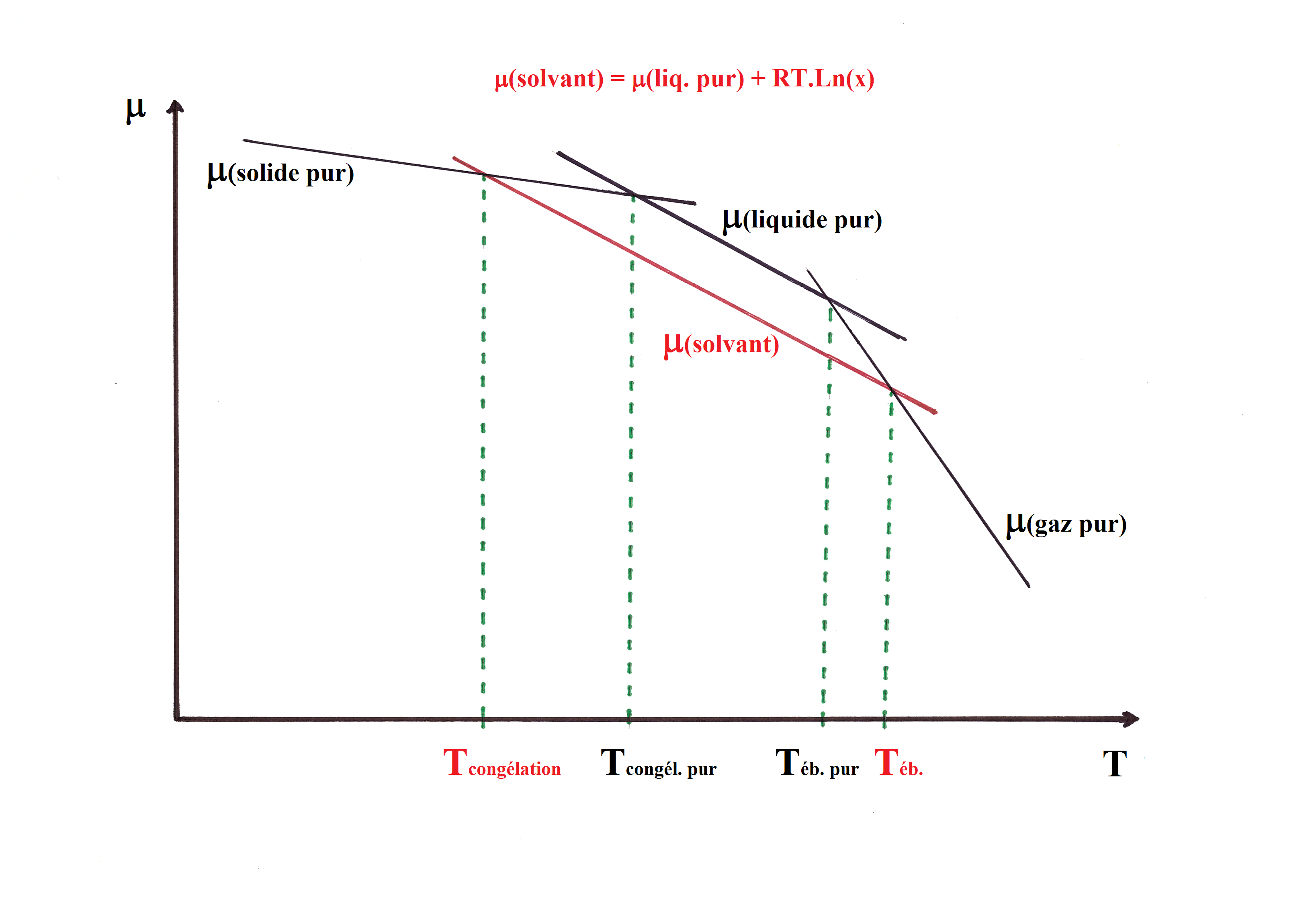
Évolution du potentiel chimique du solvant en fonction de la température. La présence du soluté diminue le potentiel chimique du solvant liquide, ce qui augmente sa température d'ébullition et diminue sa température de fusion (congélation).

Pour un solvant pur au point d'ébullition, à sa température d'ébullition {\displaystyle T_{\text{vap}}}, on a l'égalité des potentiels chimiques des deux phases gaz et liquide :
(1) {\displaystyle \mu ^{\text{g,*}}\!\left(T_{\text{vap}}\right)=\mu ^{\text{l,*}}\!\left(T_{\text{vap}}\right)}
avec :
- {\displaystyle \mu ^{\text{g,*}}} le potentiel chimique en phase gaz pur ;
- {\displaystyle \mu ^{\text{l,*}}} le potentiel chimique en phase liquide pur.

On introduit, à pression constante, un soluté dans le solvant liquide. La température d'ébullition du solvant est modifiée et devient {\displaystyle T}. Le potentiel chimique du solvant en phase liquide idéale {\displaystyle \mu ^{\text{l}}} s'écrit, avec {\displaystyle x_{s}} la fraction molaire du solvant dans cette phase :
{\displaystyle \mu ^{\text{l}}\!\left(T\right)=\mu ^{\text{l,*}}\!\left(T\right)+RT\,\ln x_{s}}
On considère qu'en phase gazeuse le solvant est le seul constituant. Au nouvel équilibre de phases on a toujours l'égalité des potentiels chimiques :
{\displaystyle \mu ^{\text{g,*}}\!\left(T\right)=\mu ^{\text{l}}\!\left(T\right)}
on a donc :
(2) {\displaystyle \mu ^{\text{g,*}}\!\left(T\right)=\mu ^{\text{l,*}}\!\left(T\right)+RT\,\ln x_{s}}
En soustrayant les termes de la relation (1) dans la relation (2) on a :
(3) {\displaystyle \mu ^{\text{g,*}}\!\left(T\right)-\mu ^{\text{g,*}}\!\left(T_{\text{vap}}\right)=\mu ^{\text{l,*}}\!\left(T\right)-\mu ^{\text{l,*}}\!\left(T_{\text{vap}}\right)+RT\,\ln x_{s}}
La relation de Gibbs-Duhem donne la variation du potentiel chimique du solvant pur à pression constante :
{\displaystyle \mathrm {d} \mu ^{*}=-{\bar {S}}^{*}\,\mathrm {d} T}
avec {\displaystyle {\bar {S}}^{*}} l'entropie molaire du solvant pur. On peut donc intégrer, en considérant une faible variation de température sur laquelle l'entropie molaire peut être considérée comme constante :
{\displaystyle \int _{T_{\text{vap}}}^{T}\mathrm {d} \mu ^{*}=-{\bar {S}}^{*}\int _{T_{\text{vap}}}^{T}\mathrm {d} T}
{\displaystyle \mu ^{*}\!\left(T\right)-\mu ^{*}\!\left(T_{\text{vap}}\right)=-{\bar {S}}^{*}\cdot \left(T-T_{\text{vap}}\right)}
On peut par conséquent réécrire la relation (3) :
{\displaystyle -{\bar {S}}^{\text{g,*}}\cdot \left(T-T_{\text{vap}}\right)=-{\bar {S}}^{\text{l,*}}\cdot \left(T-T_{\text{vap}}\right)+RT\,\ln x_{s}}
{\displaystyle -\left({\bar {S}}^{\text{g,*}}-{\bar {S}}^{\text{l,*}}\right)\cdot \left(T-T_{\text{vap}}\right)=RT\,\ln x_{s}}
avec {\displaystyle {\bar {S}}^{\text{g,*}}} et {\displaystyle {\bar {S}}^{\text{l,*}}} les entropies molaires respectives du solvant pur gaz et liquide. En introduisant {\displaystyle \Delta _{\text{vap}}H=T_{\text{vap}}\cdot \left({\bar {S}}^{\text{g,*}}-{\bar {S}}^{\text{l,*}}\right)} l'enthalpie de vaporisation du solvant :
{\displaystyle -\Delta _{\text{vap}}H\cdot \left(T-T_{\text{vap}}\right)=RT_{\text{vap}}T\,\ln x_{s}}
Soit {\displaystyle x_{\sigma }=1-x_{s}} la fraction molaire du soluté. Puisque {\displaystyle x_{\sigma }\approx 0}, alors {\displaystyle \ln x_{s}=\ln \!\left(1-x_{\sigma }\right)\approx -x_{\sigma }} par développement limité. Ainsi :
{\displaystyle -\Delta _{\text{vap}}H\cdot \left(T-T_{\text{vap}}\right)\approx -RT_{\text{vap}}T\,x_{\sigma }}
{\displaystyle T-T_{\text{vap}}={RT_{\text{vap}}T \over \Delta _{\text{vap}}H}x_{\sigma }}
en considérant que {\displaystyle T\approx T_{\text{vap}}} on a :
{\displaystyle T-T_{\text{vap}}={R\,{T_{\text{vap}}}^{2} \over \Delta _{\text{vap}}H}x_{\sigma }}
On obtient finalement la loi de l'ébulliométrie :

## Applications

### Ébulliométrie, détermination de la masse molaire du soluté
L'ébulliométrie est une technique permettant de déterminer la masse molaire d'un soluté.
On introduit une masse {\displaystyle m_{\sigma }} de soluté dans une masse {\displaystyle m_{s}} de solvant, on mesure l'augmentation {\displaystyle \Delta T_{\text{vap}}} de la température d'évaporation du solvant.
La masse molaire {\displaystyle M_{\sigma }} du soluté, en g/mol, est obtenue selon :
Pour rappel, cette formule n'est valable que si la quantité de soluté est négligeable devant celle du solvant ({\displaystyle m_{\sigma }\ll m_{s}}).
Exemple
11,7 g de sucre sont dissouts dans 325 g d'éthanol. La température d'ébullition de l'éthanol passe de 78,5 °C à 78,74 °C. La constante ébullioscopique molale de l'éthanol vaut 1,22 °C·kg/mol. L'élévation de la température d'ébullition de l'éthanol vaut :
{\displaystyle \Delta T_{\text{vap}}=78{,}74-78{,}5=0{,}24\,{\mathsf {\text{°C}}}}
La masse molaire du sucre est de :
{\displaystyle M_{\text{sucre}}=1000{1{,}22 \over 0{,}24}{11{,}7 \over 325}=183{,}0\,{\mathsf {\text{g/mol}}}}
Le sucre pourrait être le glucose ou le fructose, de masse molaire 180 g/mol.

### Constante ébullioscopique
Le tableau suivant donne les constantes ébullioscopiques de quelques solvants d'usage courant.
Note : un écart de température de 1 K étant égal à un écart de 1 °C, la constante ébullioscopique peut indifféremment s'exprimer en K·kg/mol ou en °C·kg/mol.
| Solvant                  | Constante ébullioscopique molale {\displaystyle K_{\text{éb}}^{\prime }} (K·kg/mol) | Température de vaporisation {\displaystyle T_{\text{vap}}} (°C) |
| ------------------------ | ----------------------------------------------------------------------------------- | --------------------------------------------------------------- |
| Acide acétique           | 3,07 - 3,22                                                                         | 117,9                                                           |
| Benzène                  | 2,53 - 2,64                                                                         | 80,1                                                            |
| Disulfure de carbone     | 2,37                                                                                | 46                                                              |
| Tétrachlorure de carbone | 4,95                                                                                | 76,7                                                            |
| Naphtalène               | 5,8                                                                                 | 217,96                                                          |
| Phénol                   | 3,04 - 3,54                                                                         | 182                                                             |
| Eau                      | 0,51                                                                                | 100                                                             |
| Chloroforme              | 3,63                                                                                | 62                                                              |
| Cyclohexane              | 2,92                                                                                | 80,75                                                           |
| Éthanol                  | 1,22                                                                                | 78,5                                                            |
| Nitrobenzène             | 5,20                                                                                | 211                                                             |

### Augmentation de la température d'ébullition de l'eau salée

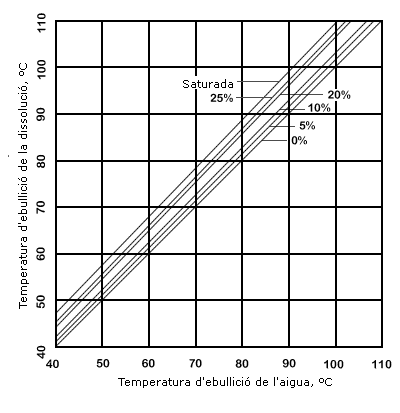
Diagramme de Dühring pour la température d'ébullition des solutions de NaCl.

Lorsque l'on ajoute du sel à de l'eau, celle-ci, à pression atmosphérique, bout au-delà de 100 °C : une solution saturée en sel bout à 109 °C.